# Apertochrysa triactinata
Apertochrysa triactinata är en insektsart som först beskrevs av Tim R. New 1980.  Apertochrysa triactinata ingår i släktet Apertochrysa och familjen guldögonsländor. Inga underarter finns listade i Catalogue of Life.